# Araeomolis peruviana
Araeomolis peruviana là một loài bướm đêm thuộc phân họ Arctiinae, họ Erebidae.